# Niagara-Centre (circonscription provinciale)
Circonscription électorale provinciale du Canada
Niagara-Centre ((en) Niagara Centre) (auparavant Welland et Welland—Thorold) est une circonscription provinciale de l'Ontario représentée à l'Assemblée législative de l'Ontario depuis 1867.

## Géographie
En 2015, la circonscription de Niagara-Centre est composé des villes de Port Colborne, Thorold et Welland, ainsi que d'une partie de la ville de Saint Catharines.
Les circonscriptions limitrophes sont Niagara-Ouest et St. Catharines et Niagara Falls.

## Historique
| Législature                                                                              | Années        | Député              | Député                | Parti                     |
| ---------------------------------------------------------------------------------------- | ------------- | ------------------- | --------------------- | ------------------------- |
| Welland                                                                                  |               |                     |                       |                           |
| 1re                                                                                      | 1867-1871     |                     | William Beatty        | Libéral                   |
| 2e                                                                                       | 1871-1874     | James Currie        |                       | Libéral                   |
| 3e                                                                                       | 1875-1879     | James Currie        |                       | Libéral                   |
| 4e                                                                                       | 1879-1883     | Daniel Near         |                       | Libéral                   |
| 5e                                                                                       | 1883-1886     | James E. Morin      |                       | Libéral                   |
| 6e                                                                                       | 1886-1890     | James E. Morin      |                       | Libéral                   |
| 7e                                                                                       | 1890-1894     |                     | William McCleary      | Conservateur              |
| 8e                                                                                       | 1894-1898     |                     | William Manley German | Libéral                   |
| 9e                                                                                       | 1898-1900     |                     | William Manley German | Libéral                   |
| 9e                                                                                       | 1900-1902     | John Franklin Gross |                       | Libéral                   |
| 10e                                                                                      | 1902-1904     | John Franklin Gross |                       | Libéral                   |
| 11e                                                                                      | 1905-1908     |                     | Evan Eugene Fraser    | Conservateur              |
| 12e                                                                                      | 1908-1911     |                     | Evan Eugene Fraser    | Conservateur              |
| 13e                                                                                      | 1911-1914     |                     | Evan Eugene Fraser    | Conservateur              |
| 14e                                                                                      | 1914-1919     | Donald Sharpe       |                       | Conservateur              |
| 15e                                                                                      | 1919-1923     |                     | Robert Cooper         | Libéral                   |
| 16e                                                                                      | 1923-1926     |                     | Marshall Vaughan      | Conservateur              |
| 17e                                                                                      | 1926-1929     |                     | Marshall Vaughan      | Conservateur              |
| 18e                                                                                      | 1929-1934     |                     | Marshall Vaughan      | Conservateur              |
| 19e                                                                                      | 1934-1937     |                     | Edward James Anderson | Libéral                   |
| 20e                                                                                      | 1937-1943     |                     | Edward James Anderson | Libéral                   |
| 21e                                                                                      | 1943-1945     |                     | Howard Elis Brown     | Co-operative Commonwealth |
| 22e                                                                                      | 1945-1948     |                     | Thomas Henry Lewis    | Progressiste-conservateur |
| 23e                                                                                      | 1948-1951     |                     | Harold William Walker | Libéral                   |
| 24e                                                                                      | 1951-1955     |                     | Ellis Morningstar     | Conservateur              |
| 25e                                                                                      | 1955-1959     |                     | Ellis Morningstar     | Conservateur              |
| 26e                                                                                      | 1959-1963     |                     | Ellis Morningstar     | Conservateur              |
| 27e                                                                                      | 1963-1967     |                     | Ellis Morningstar     | Conservateur              |
| 28e                                                                                      | 1967-1971     |                     | Ellis Morningstar     | Conservateur              |
| 29e                                                                                      | 1971-1975     |                     | Ellis Morningstar     | Conservateur              |
| 30e                                                                                      | 1975-1977     |                     | Mel Swart             | Néo-démocrate             |
| Welland—Thorold                                                                          |               |                     |                       |                           |
| 31e                                                                                      | 1977-1981     |                     | Mel Swart             | Néo-démocrate             |
| 32e                                                                                      | 1981-1985     |                     | Mel Swart             | Néo-démocrate             |
| 33e                                                                                      | 1985-1987     |                     | Mel Swart             | Néo-démocrate             |
| 34e                                                                                      | 1987-1988     |                     | Mel Swart             | Néo-démocrate             |
| 34e                                                                                      | 1988-1990     | Peter Kormos        |                       | Néo-démocrate             |
| 35e                                                                                      | 1990-1995     | Peter Kormos        |                       | Néo-démocrate             |
| 36e                                                                                      | 1995-1999     | Peter Kormos        |                       | Néo-démocrate             |
| Niagara-Centre Circonscription issue de Welland—Thorold, Lincoln et St. Catharines—Brock |               |                     |                       |                           |
| 37e                                                                                      | 1999-2003     |                     | Peter Kormos          | Néo-démocrate             |
| 38e                                                                                      | 2003-2007     |                     | Peter Kormos          | Néo-démocrate             |
| Welland                                                                                  |               |                     |                       |                           |
| 39e                                                                                      | 2007–2011     |                     | Peter Kormos          | Néo-démocrate             |
| 40e                                                                                      | 2011–2014     | Cindy Foster        |                       | Néo-démocrate             |
| 41e                                                                                      | 2014–2018     | Cindy Foster        |                       | Néo-démocrate             |
| Niagara-Centre                                                                           |               |                     |                       |                           |
| 42e                                                                                      | 2018–2022     |                     | Jeff Burch            | Néo-démocrate             |
| 43e                                                                                      | 2022-2025     |                     | Jeff Burch            | Néo-démocrate             |
| 44e                                                                                      | 2025–en cours |                     | Jeff Burch            | Néo-démocrate             |

## Circonscription fédérale
Depuis les élections provinciales ontariennes du 4 octobre 2007, l'ensemble des circonscriptions provinciales et des circonscriptions fédérales sont identiques.